# Diegodendraceae
Diegodendraceae is een botanische naam, voor een familie van tweezaadlobbige planten. Een familie onder deze naam wordt zelden erkend door systemen voor plantentaxonomie, maar wel door het APG-systeem (1998). Het APG II-systeem (2003) biedt de mogelijkheid om òf deze familie te erkennen, òf de betreffende planten in te voegen bij de familie Bixaceae.
Indien erkend, gaat het om een familie van één soort (Diegodendron humbertii), zeldzaam op Madagaskar.